# Грэм, Джеймс, 6-й герцог Монтроз
Коммодор Джеймс Грэм, 6-й герцог Монтроз (англ. James Graham, 6th Duke of Montrose; 1 мая 1878 — 20 января 1954) — шотландский аристократ, морской офицер, политик и инженер. Он снял первый фильм о солнечном затмении и считается изобретателем авианосца.

## Ранняя жизнь
Родился 1 мая 1878 года в Лондоне. Старший сын Дугласа Грэма, 5-го герцога Монтроза (1852—1925), и Вайолет Гермионы Грэм (1854—1940), дочери сэра Фредерика Ульрика Грэма, 3-го баронета. Получил образование в Итонском колледже.

## Карьера
Будучи моряком, он служил в Морском торговом флоте и ASC в Южной Африке, где получил первую в истории пленку полного солнечного затмения во время экспедиции Королевского астрономического общества в Индию в 1899 году. В следующем 1900 году он принял участие в миссии Lloyd’s of London южноафриканскому правительству по созданию беспроволочных телеграфных станций на побережье. Сыграв важную роль в создании Добровольного резерва Королевского флота (RNVR) в 1903 году, он служил во вспомогательной морской службе во время Первой мировой войны, а позже был командором дивизии RNVR Клайд, затем RNVR Восточного побережья Шотландии. 12 октября 1921 года он был назначен коммодором 2-го класса и назначен командором всего RNVR, служа в этой должности до своей отставки в 1927 году. В результате с 1946 по 1968 год, какой бы корабль ни был прикреплен к подразделению Тэй Королевского военно-морского резерва (в Данди), он всегда временно переименовывался в HMS Montrose в честь 6-го герцога. В 1992 году седьмой фрегат класса "Дюк " «HMS Montrose» был назван так по той же причине.
В своей политической жизни он был неоплачиваемым помощником личного секретаря канцлера казначейства в 1905 году и военно-морским адъютантом Его Величества. Тем не менее, он потерпел неудачу в качестве кандидата в парламент от Шотландской юнионистской партии (фактически Консервативной партии в Шотландии) в Стирлингшире в 1906 году и в качестве кандидата от Консервативной партии на дополнительных выборах 1906 года в Эйе, Саффолк, и на последующих всеобщих выборах в 1910 году; хотя он носил титул маркиза Грэма с 1907 года (когда его отец был 5-м герцогом Монтрозом), он оспаривал эти выборы как Джеймс Грэм. Он вошел в Палату лордов в качестве 6-го герцога, когда унаследовал титул в 1925 году. Когда движение за самоуправление решило отделиться от открыто выступающей против самоуправления Шотландской юнионистской партии в 1932 году, он стал председателем новой правоцентристской Шотландской партии и успешно направил ее к слиянию с левоцентристской Национальной партией Шотландии в апреле 1934 года, основав таким образом современную Шотландскую партию. Он был избран первым президентом ШНП, но вступил в Либеральную партию в 1936 году. Во время предвыборной кампании в Килмарноке в 1933 году он выступил с заметной речью в поддержку кандидатуры Александра Макьюэна, который впоследствии станет первым лидером Шотландской национальной партии. В этой речи он затронул вопрос о положении отношений между сторонниками шотландского самоуправления и ирландской общиной Шотландии, заявив, что у него «нет ничего, кроме дружеских чувств к ирландцам», он добавил, что, когда Ирландия добилась самоуправления, «шотландские мужчины и женщины были лишены гражданских прав» и заявил, что «как они поступили с нами, мы должны поступить с ними и другими».
Будучи инженером, он был изобретателем первого в мире военно-морского авианосца, когда в 1912 году, будучи директором William Beardmore and Company в Далмуре, спроектировал торговое судно GRT мощностью 14 450 тонн, предназначенное для итальянской судоходной компании Lloyd Sabaudo Line в качестве пассажирского лайнера Conte Rosso. Когда в 1914 году началась Первая мировая война, работы над кораблем прекратились, но в 1916 году он был возобновлен как авианосец. Работы по переоборудованию были завершены в сентябре 1918 года, и судно было введено в эксплуатацию как HMS Argus — признанное первым в истории «плоским верхом». Герцог был также проектировщиком и владельцем первого морского тяжелого нефтяного моторного судна.
Он был президентом Британского института морских инженеров в 1911 году и президентом Младшего института инженеров в 1916 и 1917 годах. Впоследствии он был вице-президентом Института морских архитекторов, младшим братом Тринити-хауса, попечителем Почетного общества мастеров — моряков, членом Королевской роты лучников и коммодором морских кадетов в Шотландии. В 1935 году он стал вторым президентом Национального института глухих, должность, которую он занимал до своей смерти.

## Должности
Герцог Монтроз был лордом-лейтенантом Бьютшира с 1920 по 1953 год и лордом верховным комиссаром в Генеральной Ассамблее Церкви Шотландии в 1942 и 1943 годах. Он был назначен командором Королевским викторианским орденом в 1905 году, компаньоном Ордена Бани в 1911 году и кавалером Ордена Чертополоха в 1947 году. Он был удостоен почетной степени Университета Глазго в 1931 году, в то время как он был описан Университетом как «великий и выдающийся шотландец».

## Семья

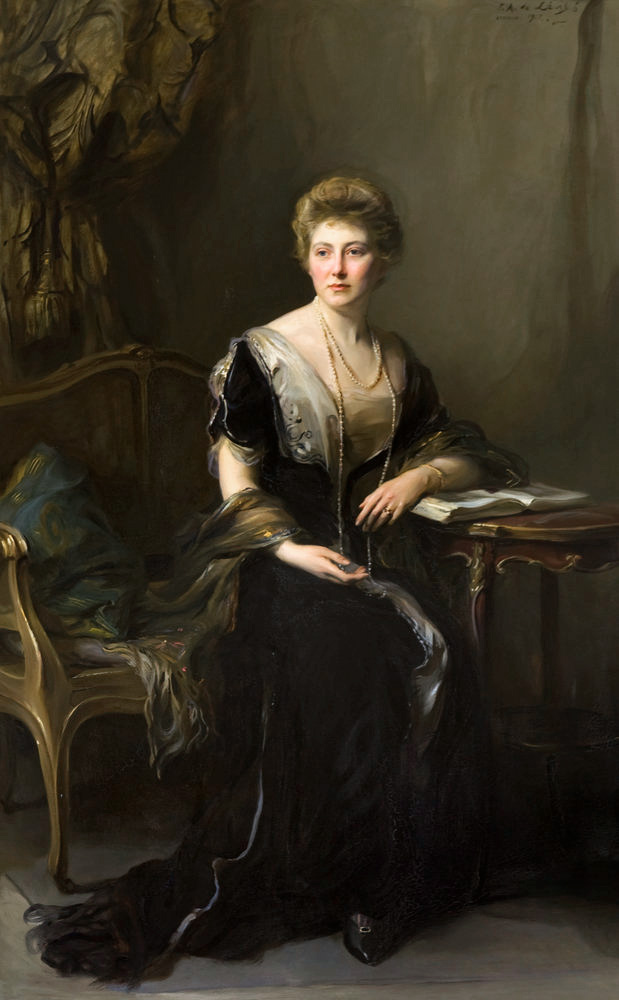
Леди Мэри Луиза Дуглас-Гамильтон, портрет Филипа Де Ласло, 1912 год

14 июня 1906 года Джеймс Грэм, маркиз Грэм, женился на леди Мэри Луизе Дуглас-Гамильтон (1 ноября 1884 — 21 февраля 1957), единственной дочери Уильяма Дугласа-Гамильтона, 12-го герцога Гамильтона (1845—1895) и леди Мэри Монтегю (1854—1934), дочери Уильяма Монтегю (1823—1890), 7-го герцога Манчестера, и Луизы Кавендиш (1832—1911). У супругов было четверо детей:
- Джеймс Ангус Грэм, 7-й герцог Монтроз (2 мая 1907 — 10 февраля 1992), старший сын и преемник отца
- Леди Мэри Хелен Альма Грэм (11 апреля 1909 — 7 февраля 1999), 1-й муж с 1931 года майор Джон Персеваль Таунсенд Боскавен (1906—1972), 2-й муж с 1975 года бригадный генерал Лесли Колвинн Данн (? — 1990). Двое детей от первого брака
- Лорд Рональд Мэлиз Гамильтон Грэм (20 сентября 1912 — 11 июня 1978), женат с 1938 года на Нэнси Эдит Бейкер (? — 1985), брак бездетный.
- Леди Джин Сибилла Вайолет Грэм (7 ноября 1920 — 13 октября 2017)[9]. В 1947 году вышла замуж за полковника Джона Патрика Ильберт Ффорде (1910—1993), развод в 1957 году. Был один сын.

## Смерть
Герцог Монтроз остановился в отеле «Тернберри» в январе 1952 года, когда перенес то, что было описано как легкий инсульт. Однако его состояние быстро ухудшилось, и он умер в Драймене 20 января, примерно через неделю после начала болезни.

## Публикации
- My Ditty Box, The Duke of Montrose. Jonathan Cape, London, 1952

## Титулатура
- 6-й герцог Монтроз (с 10 декабря 1925)
- 6-й барон Грэм из Белфорда, Нортумберленд (с 10 декабря 1925)
- 13-й граф Монтроз (с 10 декабря 1925)
- 15-й лорд Грэм (с 10 декабря 1925)
- 6-й граф Грэм (с 10 декабря 1925)
- 6-й граф Кинкардин (с 10 декабря 1925)
- 6-й виконт Дандафф (с 10 декабря 1925)
- 6-й маркиз Грэм и Бьюкенен (с 10 декабря 1925)
- 9-й граф Кинкардин (с 10 декабря 1925)
- 9-й лорд Грэм и Магдок (с 10 декабря 1925)
- 6-й лорд Аберрутвен, Магдок и Финтри (с 10 декабря 1925)
- 9-й маркиз Монтроз (с 10 декабря 1925).